# SN 185
SN 185是出現於公元185年的一顆超新星，位置在圓規座和半人馬座之間，靠近南門二的附近。這顆客星被中國天文學家紀錄在《後漢書》內，並且也可能記錄在羅馬帝國的文獻中。它在夜晚可以見到的時間長達8個月，这被认为是人類紀錄到的第一顆超新星。命名为「南门客星」。
氣體的殼層RCW 86，距離估計約為三千秒差距，被認為是這顆超新星事件的殘骸，近來的X射線研究與預期的年代有很好的吻合。
《後漢書·卷十二·天文下》：「中平二年十月癸亥，客星出南門中，大如半筵，五色喜怒稍小，至後年六月消。占曰：‘為兵。’至六年，司隸校尉袁紹誅滅中官，大將軍部曲將吳匡攻殺車騎將軍何苗，死者數千人。」